# Ammothea carolinensis
Ammothea carolinensis là một loài nhện biển trong họ Ammotheidae. Loài này thuộc chi Ammothea. Ammothea carolinensis được miêu tả năm 1814 voor het eerst wetenschappelijk bởi Leach.